# 京原線
京原線（けいげんせん）は北京市石景山区と山西省原平市を結ぶ中国国鉄の鉄道路線である。

## 概要
北京の石景山南駅から河北省を経由し、山西省へ入り霊丘を通って原平駅へ至る全長418km（北京駅起点で444km、北京南駅起点で437km）の単線鉄道である。起点より234km（大澗駅 - 霊丘駅間）までが北京鉄路局管轄、そこから終点までが太原鉄路局管轄である。2018年初、太原鉄路局管轄にあたる霊丘-原平間の電化が完成。（残りの部分は電化改造中）。北京市南西部の豊台区、房山区、河北省西部の淶水県、易県、淶源県、山西省東北部にある霊丘県、繁峙県、代県、原平市を結ぶ。
石景山南駅で豊沙線と接続詞、原平站で北同蒲線と接続する。北京から山西省北部を通り、太原市と直結する唯一の幹線鉄道である。中国人民解放軍鉄道兵が戦備のために建てられ、1971年10月に線路の敷設が完了、1973年開業。全線は50駅設けられ、沿線住民の交通を利便化するため、ほとんどの駅が旅客サービスと各停鈍行列車を保留している。
保衛上の理由により、平型関以東の約280kmの線路が拒馬川沿岸部の山体に沿って建てられ、トンネルら130箇所建てられ、そのうち1000m以上の長大トンネルが26箇所ある。100m以上の大橋20箇所。十渡－野三坡区間の25公里は橋とトンネルが連なり、同期の成昆鉄道並みの難所だったため、鉄道兵には多くの犠牲者を出した。路線が「環北京貧困ベルト」、「太行山連続特困ベルト」、「晋北特困ベルト」を結ぶ。いずれも交通が不便で、地理条件がよくないため、都市化率が立ち後れている地域であるため、この線路がある程度沿線の経済、特に観光業の発展に寄与している。

## 歴史
- 1965年11月：着工
- 1971年10月：開通
- 1973年：開業

## 駅一覧
（北京 - 北京南 - 豊台 - ）石景山南 - 大灰廠 - 上万 - 南観村 - 燕山 - 良各荘 - 孤山口 - 雲居寺 - 三合荘 - 十渡 - 平峪 - 野三坡 - 苟各荘 - 福山口 - 白澗 - 板城 - 南城司 - 奇峰塔 - 紫荊関 - 大盤石 - 塔崖 - 王安鎮 - 浮図峪 - 北屯 - 淶源 - 小西荘 - 艾河 - 招柏 - 雲彩嶺 - 大澗 - 霊丘 - 唐之窪 - 東河南 - 平型関 - 東淤地 - 東荘 - 大営 - 金山鋪 - 五台山 - 集義荘 - 華岩 - 繁峙 - 下社 - 棗林 - 代県 - 陽明堡 - 王董堡 - 崞陽鎮 - 薛孤 - 原平

## 接続路線
- 石景山南駅：豊沙線
- 原平駅：同蒲線

## 運用形態
2019年1月現在では、列車４本のみが走る。それぞれ北京－太原間を結ぶ夜行急行列車K601/602次、北京－運城間を結ぶ夜行急行列車K603/604次、北京鉄道局が管轄する北京西—大澗間を結ぶ夕方、早朝に運行する6437/6438次列車、そして太原鉄道局が管轄する霊丘－原平間を結び、さらに同蒲線で太原まで乗り入れる8817/8818次である。